# Środa Wielkopolska
Środa Wielkopolska (do roku 1968 pouze Środa, německy Schroda, Neumarkt, někdy historicky nepodloženě po vzoru Slezské Středy překládáno do češtiny jako Velkopolská Středa) je město v Polsku ve Velkopolském vojvodství, správní středisko stejnojmenného okresu a stejnojmenné městsko-vesnické gminy. Nachází se asi 35 km jihovýchodně od Poznaně, 178 km severozápadně od Lodže a asi 284 km jihozápadně od Varšavy. V roce 2024 zde žilo 24 333 obyvatel.

## Poloha
Městem protéká řeka Moskawa, která je pravostranným přítokem řeky Warty. Na severovýchod od města se nachází vodní nádrž Jezioro Średzkie. Prochází tudy státní silnice 11 a vojvodská silnice 432. Město je rovněž napojeno na železniční síť (trať Poznaň – Jarocin). Sousedními městy jsou Kórnik, Kostrzyn, Miłosław, Nekla, Śrem a Września.

## Historie
První písemná zmínka o městě pochází z roku 1228, oblast dnešního města byla však osídlena již v době kamenné. V době koruny království polského měla Środa Wielkopolska status královského města.

## Památky
- Kostel Nejsvětějšího Srdce Ježíšova

- Kolegiátní bazilika Nanebevzetí Nejsvětější Panny Marie